# Mitchell Ivey
Mitchell Ivey (2 febbraio 1949) è un ex nuotatore statunitense.
Specializzato nel dorso, ha vinto la medaglia d'argento nei 200 m dorso alle Olimpiadi di Città del Messico 1968 e il bronzo sempre nei 200 m dorso alle Olimpiadi di Monaco 1972.

## Palmarès
- Olimpiadi
  - Città del Messico 1968: argento nei 200 m dorso.
  - Monaco 1972: bronzo nei 200 m dorso.